# Nándor Hidegkuti Stadion
Il Nándor Hidegkuti Stadion è l'impianto dove disputa i propri incontri casalinghi l'MTK, la seconda squadra di calcio più titolata d'Ungheria, dal 2018 al 2021 ha ospitato l'Honved Budapest come ha fatto quest'ultima proprio con la società bianco azzurra per i lavori di costruzione del nuovo stadio. L'impianto è stato intitolato a Nándor Hidegkuti nel 2002, dopo la morte dell'atleta.

## Football americano
Il 6 luglio 2019 ha ospitato la 14ª edizione dell'Hungarian Bowl, finale del massimo campionato nazionale ungherese di football americano.

## Altri usi
Nello stadio è stato girato il film Fuga per la vittoria, di John Huston.